# Marília Oliveira da Costa

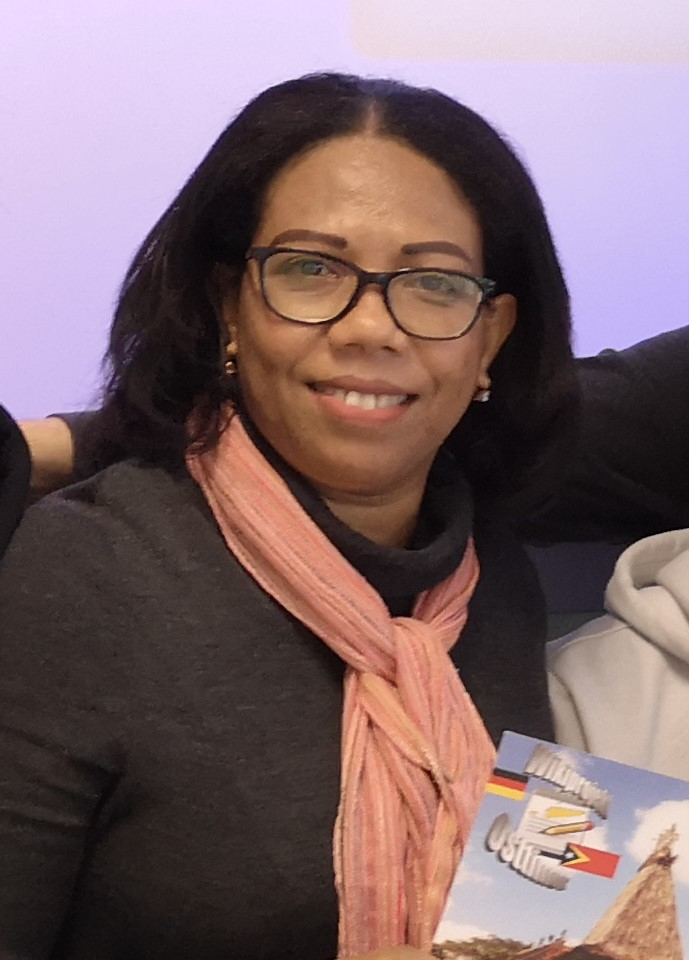
Marília Oliveira da Costa

Maria Marília Ximenes Castro de Oliveira da Costa ist eine osttimoresische Menschenrechtlerin.
Costa arbeitete mehrere Jahre bei der Nichtregierungsorganisation Belun als Programm-Managerin, unter anderen zum Thema Häusliche Gewalt und beim Frühwarnsystem für Gewalt „Early Warning, Early Response“ (EWER). Später war sie als Projekt-Managerin für die Regierung Osttimors in Kuala Lumpur tätig. Mit der Gruppe The Blue Action informierte sie Mitbürger über Maßnahmen gegen COVID-19.
Am 7. Juni 2023 wurde Costa zur stellvertretenden Ombudsfrau für Menschenrechte des Provedoria dos Direitos Humanos e Justiça (PDHJ) vereidigt. Sie folgte damit Benícia Eriana Ximenes dos Reis Magno.